# Shahrestān di Fariman
Lo shahrestān di Fariman (farsi شهرستان فریمان) è uno dei 28 shahrestān del Razavi Khorasan, il capoluogo è Fariman. Lo shahrestān è suddiviso in 2 circoscrizioni (bakhsh): 
- Centrale (بخش مرکزی), con le città di Fariman e Farhad Gerd.
- Qalandarabad (بخش قلندرآباد), con le città di Qalandarabad e Sefid Sang.